# Meer van Brienz
Het Meer van Brienz (Duits: Brienzersee; ook de Duitse naam wordt gebruikt in het Nederlands) ligt in het Berner Oberland, Zwitserland, aan de noordelijke rand van de Alpen.
Belangrijke plaatsen in de omgeving van het meer zijn Interlaken en Brienz.

## Geografie
Het meer ligt op 564 meter hoogte (dat is 6 meter hoger dan het Meer van Thun), omvat 29,8 km² en is tot 260 meter diep. Het is 14 km lang en maximaal 2,8 km breed.
Het meer van Brienz wordt door de rivier de Aare doorstroomd. Een tweede rivier die in het meer stroomt is de Lütschine. Tevens wordt het gevoed met bergwater uit het omliggende gebied van 1127 km².
Na de laatste ijstijd vormde zich daar waar nu twee meren liggen, de Wendelsee. Door sedimentatie van materiaal uit de omliggende bergen werd in het midden van de zee een ophoging gevormd. Hier vindt men nu de plaats Interlaken. Aan de westkant van Interlaken bevindt zich het Meer van Thun en aan de oostzijde het meer van Brienz.

## Exploitatie
Omdat het meer niet voedselrijk is, is het water heel helder en wordt daarom als bijzonder schoon gezien. Er wordt maar weinig vis gevangen. 
Sinds 1839 wordt er op het meer van Brienz met passagiersschepen gevaren. De BLS heeft een vloot van 5 schepen op dit meer.
Meer van Ägeri · Meer van Biel · Bodenmeer · Meer van Brienz · Meer van Genève · Meer van Lugano · Lago Maggiore · Meer van Murten · Meer van Neuchâtel · Meer van Thun · Triftmeer · Vierwoudstrekenmeer · Walenmeer · Meer van Zug · Meer van Zürich